# Hexatoma (Eriocera) iriomotensis
Hexatoma (Eriocera) iriomotensis is een tweevleugelige uit de familie steltmuggen (Limoniidae). De soort komt voor in het Oriëntaals gebied.